# Doug Johnson (football américain)
(en) Statistiques sur pro-football-reference
Doug Johnson Jr (né le 27 octobre 1977 à Gainesville) est un joueur américain de football américain. 

## Lycée
Johnson va à la Buchholz High School de sa ville natale de Gainesville où il joue pour l'équipe de football américain et de baseball des Bobcats de Buchholz.

## Carrière

### Université
Il entre à l'université de Floride et intègre l'équipe de football américain en 1996 sous les ordres de l'entraineur Steve Spurrier. En 1996, Johnson est sélectionné au second tour du draft d'une ligue mineure par les Devil Rays de Tampa Bay mais il se blesse au poignet et concentre tous ses efforts au football américain. En 1997, il fait un des meilleurs matchs de sa carrière, parcourant 460 yards à la passe et envoyant sept passes pour touchdown contre les Chippewas de Central Michigan, battant le record du plus grand nombre de passe pour touchdown dans un match de la Southeastern Conference. En trois saisons avec les Gators, ses passes parcourent 7114 yards, soixante-deux passes pour touchdown et trente-six passes interceptées. Lors de sa dernière saison universitaire, en 1999, il est élu capitaine de l'équipe.

### Professionnel
Doug Johnson n'est sélectionné par aucune équipe lors du draft de la NFL de 2000. Il signe peu de temps après comme agent libre et devient remplaçant de Michael Vick. En 2002, Johnson permet aux siens de remporter le match contre les Giants de New York après avoir réussi dix-neuf passes sur vingt-cinq pour 257 yards, une passe pour touchdown et un touchdown individuel sur une course. En 2003, il est mis à huit reprises comme titulaire mais les Falcons ne remportent qu'un match avec lui. Après la saison 2003, il est libéré par Atlanta.
En 2004, il signe avec les Titans du Tennessee et entre au cours de deux matchs. Après cela, il est libéré et ne rejoue plus aucun match en saison régulière, jouant des matchs de pré-saison ou avec les équipes d'entrainements en 2005 et 2006.

## Le syndrome de Doug Johnson
Le nom de Doug Johnson est associé à une définition du lexique du football américain. Les analystes utilisent le terme de syndrome de Doug Johnson pour définir un joueur qui a fait de belles performances la saison précédente dans seulement un ou deux matchs.

## Statistiques
En cinq saisons joués en NFL, il joue vingt-cinq matchs dont onze comme titulaire pour 2600 yards, treize passes pour touchdown et dix-huit interceptées. Il a d'ailleurs marqué deux touchdowns personnels sur des courses en 2002 et 2003.

## Palmarès
- Champion de la conférence SEC pour 1996
- Passe pour touchdown la plus longue de la saison 2003 avec une passe pour un touchdown de quatre-vingt-six yards.